# 京都市立洛東中学校
京都市立洛東中学校（きょうとしりつ らくとうちゅうがっこう）は、京都市東山区六波羅にあった公立中学校。現在は他学校と統合され、京都市立開睛小中学校（東山開睛館）となっている。

## 概要
上京・下京の両校に次ぐ、京都市内で3校目の高等小学校として1897年に開校した歴史を持つが、周辺校との関係などから2度の廃校を経験した。
2011年4月、白川小・新道小・六原小・清水小・東山小及び弥栄中とともに、5小学校2中学校が合併し、統合により東山開睛館（京都市立開睛小中学校）となった。
。都心部校の常として近年は生徒数減少が著しく、最多の1962年に2,166名の生徒を有したのが、2007年5月1日現在で160名まで落ち込んでいた。

## 沿革
- 1897年（明治30年）4月 - 京都市第三高等小学校として開校[3][4]。
- 1912年（明治45年）4月 - 周辺校に高等科が設置されたことにより、廃校[3]。
- 1917年（大正6年）4月 - 京都市第三高等小学校として再び開校[3]。
- 1941年（昭和16年）4月 - 国民学校令施行により、高等科のみの京都市東山国民学校に改称。
- 1947年（昭和22年）
  - 4月 - 学制改革により廃校となり、新制中学校に改組。
  - 5月 - 京都市立洛東中学校として開校。
- 2008年（平成20年）8月 - 小中一貫校校舎建設のため京都市東山区鞘町通正面下る上堀詰町272-1（元貞教小学校校舎）に移転。
- 2011年（平成23年）4月 - 閉校。東山開睛館（京都市立開睛小中学校）に統合。

## 周辺
東山区中部を通学区としていた。
- 京都市立六原小学校
- 東山区役所
- 六波羅蜜寺
- 若宮天満宮
- 東山郵便局
- 東山消防署
- 五条通/五条坂

## 交通アクセス

### バス
- 「五条坂」バス停下車、北へ200m。
  - 京都市営バス（80・急行100・202・206・207系統）
  - 京阪バス（京阪バス山科営業所#四条山科醍醐線・五条坂経由|82・82C・83・83A・83C・84・84C・85・86・86A・86B・87・87A・87B・88・88B・88C）

### 鉄道
- 京阪電気鉄道京阪本線清水五条駅から東へ500m。

## 出身者
- 十五代目 片岡仁左衛門 - 歌舞伎俳優
- 衣笠祥雄